# ناحیه فیرفیلد، شهرستان سوئیفت، مینه سوتا
ناحیه فیرفیلد (به انگلیسی: Fairfield Township) یک منطقهٔ مسکونی در ایالات متحده آمریکا است که در شهرستان سوئیفت، مینه‌سوتا واقع شده‌است.
 ناحیه فیرفیلد ۹۳٫۲ کیلومتر مربع مساحت و ۱۶۹ نفر جمعیت دارد و ۳۲۰ متر بالاتر از سطح دریا واقع شده‌است.